# Srđan Baljak
Srđan Baljak (serbe : Срђан Баљак) (né le 25 novembre 1978 à Belgrade en RF Yougoslavie) est un joueur de football serbe.

## Palmarès
- Banat Zrenjanin
  - Meilleur buteur du Championnat de Serbie en 2007. (18 buts)